# Walter Scharf
Pour les articles homonymes, voir Scharf.
Walter Scharf, né le 1er août 1910 à New York (État de New York), mort le 24 février 2003 à Los Angeles — Quartier de Brentwood (Californie), est un compositeur, arrangeur, pianiste et chef d'orchestre américain, connu surtout dans le domaine de la musique de film.

## Biographie
Après des débuts dans les années 1920 à Broadway (New York), comme orchestrateur et accompagnateur (au piano) de chanteurs, Walter Scharf connaît sa première expérience au cinéma en composant la musique d'un court métrage musical sorti en 1933, Poppin' the Cork de Jack White.
À Hollywood, il travaille régulièrement à partir de 1936 et jusqu'en 1982, comme compositeur, arrangeur (ou orchestrateur) et directeur musical, notamment dans les genres du western (ex. : La Ruée sanglante d'Albert S. Rogell en 1943, comme compositeur) et du film musical (ex. : Hans Christian Andersen et la Danseuse de Charles Vidor en 1952, comme arrangeur). Fait particulier, il contribue à plusieurs films avec Jerry Lewis, tel Le Dingue du palace en 1960, réalisé par l'acteur. On lui doit aussi la musique de « songs » à succès : mentionnons la chanson-titre, souvent reprise, du film musical Ben (1972) de Phil Karlson, qui lui vaut en 1973 une nomination à l'Oscar de la meilleure chanson originale, partagée avec son parolier Don Black (cette chanson permet au tandem de gagner un Golden Globe dans la même catégorie, toujours en 1973). Par ailleurs, durant sa carrière, il obtient (entre autres) dix nominations à l'Oscar de la meilleure musique de film, mais n'en gagne pas.
Parmi les films notables de Walter Scharf, citons Alerte aux marines d'Edward Ludwig (1944, comme compositeur), Milliardaire pour un jour de Frank Capra (1961, comme compositeur), Funny Girl de William Wyler (1968, comme arrangeur), ou encore Charlie et la Chocolaterie de Mel Stuart (version de 1971, comme arrangeur).
Il officie également à la télévision, entre 1958 et 1983, pour des séries (ex. : Des agents très spéciaux — dix épisodes en 1964-1965 — et Mission impossible — cinq épisodes en 1966-1967 —, comme compositeur) et téléfilms. Sa contribution à Des agents très spéciaux lui vaut d'ailleurs en 1966 une nomination aux Grammy Awards.
Enfin, Walter Scharf est l'auteur de quelques partitions « classiques » destinées à l'orchestre, telle The Palestine Suite de 1941, créée à la radio par Werner Janssen la même année, reprise à l'Hollywood Bowl par Leopold Stokowski en 1945.

## Filmographie partielle

### Au cinéma
- 1933 : Poppin' the Cork de Jack White (court métrage)
- 1936 : En suivant la flotte (Follow the Fleet) de Mark Sandrich
- 1937 : Brelan d'as (You can't have everything) de Norman Taurog
- 1937 : L'Heure suprême (Seventh Heaven) d'Henry King
- 1937 : Le Prince X (Thin Ice) de Sidney Lanfield
- 1938 : Josette et compagnie (Josette) d'Allan Dwan
- 1939 : Susannah (Susannah of the Mounties) de William A. Seiter et Walter Lang
- 1939 : Sherlock Holmes (The Adventures of Sherlock Holmes) d'Alfred L. Werker
- 1939 : L'Aigle des frontières (Frontier Marshal) d'Allan Dwan
- 1941 : En route vers Zanzibar (Road to Zanzibar) de Victor Schertzinger
- 1941 : Mercy Island de William Morgan
- 1942 : La Clé de verre (The Glass Key) de Stuart Heisler
- 1942 : Johnny Doughboy de John H. Auer
- 1942 : Les Naufrageurs des mers du Sud (Reap the Wild Wind) de Cecil B. DeMille
- 1943 : Hit Parade of 1943 d'Albert S. Rogell
- 1943 : La Ruée sanglante (In Old Oklahoma) d'Albert S. Rogell
- 1944 : Alerte aux marines (The Fighting Seabees) d'Edward Ludwig
- 1944 : Brazil de Joseph Santley
- 1945 : La Femme du pionnier (Dakota) de Joseph Kane
- 1946 : Je vous ai toujours aimé (I've always loved you) de Frank Borzage
- 1946 : Meurtre au music-hall (Murder in the Music Hall) de John English
- 1948 : Faisons les fous (Are you with it ?) de Jack Hively
- 1948 : La Comtesse de Monte-Cristo (en) (The Countess of Monte Cristo) de Frederick De Cordova
- 1948 : Deux Nigauds toréadors (Mexican Hayride) de Charles Barton
- 1948 : Casbah de John Berry
- 1949 : Nous... les hommes (Yes Sir That's My Baby) de George Sherman
- 1950 : Le Mustang noir (Red Canyon) de George Sherman
- 1950 : Chasse aux espions (Spy Hunt) de George Sherman
- 1950 : Winchester '73 d'Anthony Mann
- 1950 : La Fille des boucaniers (Buccaneer's Girl) de Frederick De Cordova
- 1950 : Francis, le mulet qui parle (Francis) d'Arthur Lubin
- 1950 : Le Bistrot du péché (South Sea Sinner) d'H. Bruce Humberstone
- 1951 : Les Coulisses de Broadway (Two Tickets to Broadway) de James V. Kern
- 1952 : Hans Christian Andersen et la Danseuse (Hans Christian Andersen) de Charles Vidor
- 1952 : Les Boucaniers de la Jamaïque (Yankee Buccaneer) de Frederick De Cordova
- 1952 : Duel sans merci (The Duel at Silver Creek) de Don Siegel
- 1953 : French Line (The French Line) de Lloyd Bacon
- 1954 : C'est pas une vie, Jerry (Living It Up) de Norman Taurog
- 1954 : Le clown est roi (3 Ring Circus) de Joseph Pevney
- 1955 : Artistes et Modèles de Frank Tashlin
- 1955 : Le Bouffon du roi (The Court Jester) de Melvin Frank et Norman Panama
- 1955 : Un pitre au pensionnat (You're never too Young) de Norman Taurog
- 1956 : Millionnaire de mon cœur (The Birds and the Bees) de Norman Taurog
- 1956 : Un vrai cinglé de cinéma (Hollywood or Bust) de Frank Tashlin
- 1957 : Amour frénétique (Loving You) d'Hal Kanter
- 1957 : Terre sans pardon (Three Violent People) de Rudolph Maté
- 1957 : Le Pantin brisé (The Joker is Wild) de Charles Vidor
- 1957 : P'tite tête de trouffion (The Sad Sack) de George Marshall
- 1958 : Trois bébés sur les bras (Rock-a-Bye Baby) de Frank Tashlin
- 1958 : Bagarres au King Créole (King Creole) de Michael Curtiz
- 1958 : Le Kid en kimono (The Geisha Boy) de Frank Tashlin
- 1959 : Tiens bon la barre, matelot ! (Don't give up the Ship) de Norman Taurog
- 1960 : Le Dingue du palace (The Bellboy) de Jerry Lewis
- 1960 : Cendrillon aux grands pieds (Cinderfella) de Frank Tashlin
- 1961 : Le Zinzin d'Hollywood (The Errand Boy) de Jerry Lewis
- 1961 : Milliardaire pour un jour (Pocketful of Miracles) de Frank Capra
- 1961 : Le Tombeur de ces dames (The Ladies Man) de Jerry Lewis
- 1962 : L'Increvable Jerry (It'$ only Money) de Frank Tashlin
- 1962 : Mes six amours et mon chien (My Six Loves) de Gower Champion
- 1963 : Docteur Jerry et Mister Love (The Nutty Professor) de Jerry Lewis
- 1964 : Honeymoon Hotel d'Henry Levin
- 1964 : Rivalités (Where Love has gone) d'Edward Dmytryk
- 1965 : Le Californien (Guns of Diablo) de Boris Sagal
- 1965 : Chatouille-moi (Tickle Me) de Norman Taurog
- 1968 : Funny Girl de William Wyler
- 1969 : Pendulum de George Schaefer
- 1969 : Mardi, c’est donc la Belgique (If it's Tuesday, This must be Belgium) de Mel Stuart
- 1970 : Attaque au Cheyenne Club (The Cheyenne Social Club) de Gene Kelly
- 1971 : Charlie et la Chocolaterie (Willy Wonka & the Chocolate Factory) de Mel Stuart
- 1972 : Ben de Phil Karlson
- 1973 : Justice sauvage (Walking Tall) de Phil Karlson
- 1974 : Journey Back to Oz d'Hal Sutherland
- 1982 : Twilight Time de Goran Paskaljević

### À la télévision

#### Séries
- 1961-1963 : Bonanza
  - Saison 3, épisode 3 The Honor of Cochise (1961) de Don McDougall, épisode 4 The Lonely House (1961) de William Witney et épisode 15 Land Grab (1961)
  - Saison 4, épisode 21 The Hayburner (1963) de William F. Claxton
- 1964-1965 : Des agents très spéciaux (The Man from U.N.C.L.E.)
  - Saison 1, épisode 3 Échec à la dame (The Quadripartite Affair, 1964) de Richard Donner, épisode 4 The Shark Affair (1964) de Marc Daniels, épisode 7 The Giuoco Piano Affair (1964) de Richard Donner, épisode 9 The Project Strigas Affair (1964) de Joseph Sargent, épisode 11 The Neptune Affair (1964) de Vincent McEveety, épisode 14 The Terbuf Affair (1964) de Richard Donner, épisode 15 Le Sosie (The Deadly Decoy Affair, 1964) d'Alvin Ganzer, épisode 22 The See-Paris-And-Die Affair (1965) d'Alf Kjellin, épisode 26 The Love Affair (1965) de Marc Daniels et épisode 27 The Gazebo in the Maze Affair (1965) d'Alf Kjellin
- 1966 : Mission impossible (Mission : Impossible), première série
  - Saison 1, épisodes 4 et 5 Les Baladins de la liberté, 1re et 2e parties (Old Man Out, Parts I & II, 1966) et épisode 8 La Rançon (The Ransom, 1966)
  - Saison 2, épisode 3 Les Survivants (The Survivors, 1967) de Paul Stanley et épisode 4 La Banque (The Bank, 1967) d'Alf Kjellin
- 1967 : Les Mystères de l'Ouest (The Wild Wild West)
  - Saison 3, épisode 3 La Nuit de la conspiration (The Night of the Assassin)
- 1978 : Hawaï police d'État (Hawaii Five-0)
  - Saison 10, épisode 20 L'Invitation au meurtre (Invitation to Murder) et épisode 24 Un deuil dans la famille (A Death in the Family) de Don Weis

#### Téléfilms
- 1970 : A Storm in Summer de Buzz Kulik
- 1978 : Le Justicier solitaire (télévision) (A Real American Hero) de Lou Antonio
- 1978 : Suspect d'office (When Every Day was the Fourth of July) de Dan Curtis
- 1979 : L'Incendie de la honte (The Triangle Factory Fire Scandal) de Mel Stuart
- 1980 : The Scarlett O'Hara War de John Erman
- 1980 : The Long Days of Summer de Dan Curtis
- 1981 : Midnight Offering de Rod Holcomb

## Compositions classiques (sélection)
- 1941 : The Palestine Suite, pour orchestre
- 1971 : The Legend of the Living Sea, pour orchestre
- 1989 : The Tree Still Stands : A Symphonic Portrait of the Stages of a Hebraic Man, pour chœurs et orchestre

## Distinctions

### Nominations
- Oscar de la meilleure musique de film :
  - En 1942, catégorie Meilleure partition pour un film dramatique, pour Mercy Island (nomination partagée avec Cy Feuer) ;
  - En 1943, catégorie Meilleure adaptation pour un film musical, pour Johnny Doughboy ;
  - En 1944, catégorie Meilleure partition pour un film dramatique ou une comédie, pour La Ruée sanglante, et catégorie Meilleure adaptation pour un film musical, pour Hit Parade of 1943 ;
  - En 1945, catégorie Meilleure partition pour un film dramatique ou une comédie, pour Alerte aux marines (nomination partagée avec Roy Webb), et catégorie Meilleure adaptation pour un film musical, pour Brazil ;
  - En 1953, catégorie Meilleure adaptation pour un film musical, pour Hans Christian Andersen et la Danseuse ;
  - En 1969, catégorie Meilleure adaptation pour un film musical, pour Funny Girl ;
  - Et en 1972, catégorie Meilleure partition de chansons et adaptation musicale, pour Charlie et la Chocolaterie (nomination partagée avec Leslie Bricusse et Anthony Newley).
- Oscar de la meilleure chanson originale :
  - En 1973, pour Ben (chanson-titre ; nomination partagée avec son parolier Don Black).
- Emmy Award :
  - En 1955, catégorie Meilleure partition pour une dramatique ou une émission de divertissement, pour The Milton Berle Show.
- Grammy Award :
  - En 1966, catégorie Meilleure partition pour un film ou une émission télévisée, pour Des agents très spéciaux (nomination partagée avec Jerry Goldsmith, Lalo Schifrin et Morton Stevens).

### Récompenses
- Emmy Award :
  - En 1971, catégorie Meilleure composition musicale pour un programme spécial, pour l'épisode La Tragédie des saumons rouges de la série L'Odyssée sous-marine du commandant Cousteau.
- Golden Globe de la meilleure chanson originale :
  - En 1973, pour Ben (chanson-titre ; récompense partagée avec son parolier Don Black).